# Joëlle Épée Mandengue
Joëlle Épée Mandengue, également connue sous le nom d'Elyon's, née le 11 décembre 1982 à Bafoussan, est une dessinatrice et autrice de bande dessinée camerounaise. Elle est l'autrice de La Vie d'Ebène Duta, et la fondatrice du Bilili BD Festival.

## Biographie
Joëlle Epée Mandengue naît le 11 décembre 1982 à Bafoussam, au Cameroun. Elle obtient une licence en Lettres modernes à l'université de Buéa en anglais et français, ainsi qu'un diplôme en arts graphiques à l'école supérieure des arts Saint-Luc de Liège en Belgique,.
Joëlle commence sa carrière professionnelle en tant que chargée de missions culturelles au Centre Culturel Français de Douala, qui est maintenant connu sous le nom d'Institut français.
Elle travaille comme conceptrice rédactrice dans une agence de communication au Cameroun avant de se consacrer pleinement à sa carrière d'autrice de bande dessinée en 2013.
En 2016, elle publie sa première bande dessinée individuelle intitulée La vie d'Ebène Duta, financée par une campagne de financement participatif.
Elle fonde ensuite le festival Bilili BD en république du Congo,.
Ses œuvres sont publiées dans plusieurs magazines, tels que Trait Noir, Ndolè, K-mer comix, Samandal series, La BD conte l'Afrique, La bouche du monde, Planètes Jeunes, Planètes Enfants et Spirou.

## Expositions
- KUBUNI, BD d'Afrique.s[9],[10]
- Afropolitan Comics[11],[12]

## Œuvres
- Vie d'Ebène Duta Tome 1, Maduta, p.76 , 2016[13].
- Vie d'Ebène Duta Tome 2, Maduta, p.96 2017[14].
- Vie d'Ebène Duta Tome 3, Maduta, p.96, 2017[15].